# فرماندهی ژاندارمری ترکیه
فرماندهی ژاندارمری ترکیه (ترکی استانبولی: Jandarma Genel Komutanlığı) ژاندارمری زیرمجموعه نیروهای مسلح ترکیه است، که در سال ۱۸۳۹ تأسیس شد.
نیروی انتظامی عمومی مسلح در ترکیه است که در مکان‌هایی خارج از مرزهای استانی و شهرداری منطقه‌ای یا در مکان‌هایی که نیروی پلیس وجود ندارد و در مناطق ساحلی، دریایی و ساحلی که گارد ساحلی وجود ندارد فعالیت انتظامی می‌کند. سازمان ژاندارمری که وظایفی را که در قانون وظایف و اختیارات ژاندارمری شماره ۲۸۰۳ مورخ ۱۳۶۲، قانون وظایف و اختیارات شهربانی شماره ۲۵۵۹ مورخ ۱۹۳۴ و سایر قوانین به آن محول شده انجام می‌دهد، زیر نظر وزارت امور داخله فعالیت می‌کند. واحدهای ژاندارمری؛ در موارد بسیج و جنگ تحت فرماندهی ستاد کل نیروهای مسلح ترکیه قرار می‌گیرد.

## ماموریت‌ها
فعالیت‌های قضایی
_کشف جنایات و جنایتکاران
_دستگیری جنایتکاران
_ارائه ادله کیفری به مراجع قضایی
_ انجام تحقیقات مقدماتی به دستور مدعی العموم
فعالیت های مدنی
_ اطمینان حاصل شود که خدمات با هدف تضمین ایمنی و امنیت عمومی مطابق با قوانین مربوطه انجام می‌شود.
_حفاظت و حراست بخشی از مرزهای جمهوریه ترکیه
_ انجام خدمات اطلاع‌رسانی به مردم در مورد چگونگی حفاظت جامعه از جرائم نظم عمومی و اتخاذ تدابیری برای جلوگیری از روی آوردن کودکان و نوجوانان به جرم و استفاده در جرم.
_ ارزیابی اطلاعات و آمار جرایم نظم عمومی، انجام تجزیه و تحلیل جرم یا انجام آن و تعیین روش‌های مبارزه با جرم برای پیشگیری از جرایم نظم عمومی با ارزیابی این موارد،
_انجام فعالیت‌های پیشگیری از وقوع جرم،
_ پیشگیری، ردیابی و بررسی قاچاق
_ انجام حفاظت خارجی از مؤسسات کیفری و بازداشتگاه‌ها، انتقال محکومان و بازداشت شدگان به مؤسسات و سازمانهای مختلف به ویژه مراجع قضایی و انجام انتقال بین زندانها.
فعالیت‌های نظامی
_انجام خدمات نظامی که طبق قانون اساسی به آنها مکلف شده‌است.
فعالیت‌های دیگر
فعالیت‌های دیگر ژاندارمری ترکیه: وظایفی مانند حفاظت از تأسیسات و شخصی و امنیت حمل و نقل است که از وظایف قضایی، نظامی و غیرنظامی مستثنی بوده و باید طبق قوانین و مقررات، دستورات و تصمیمات اتخاذ شده انجام شود.